# دادگاه ناحیه‌ای ایالات متحده آمریکا

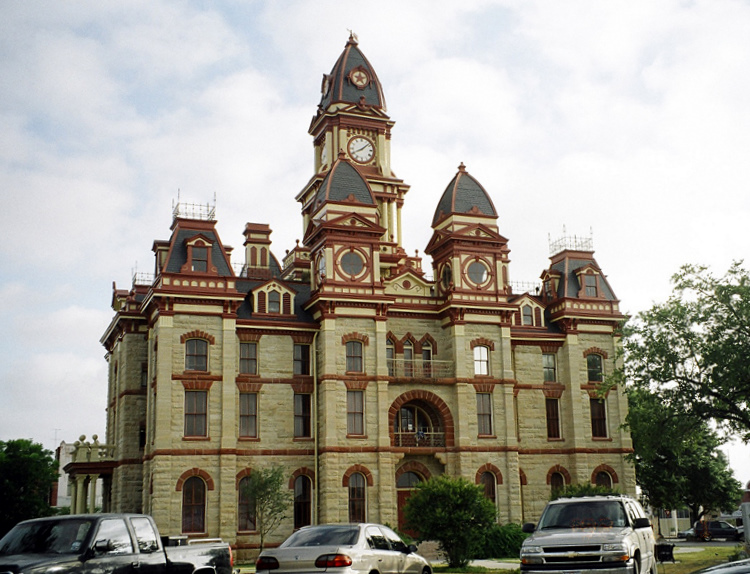
دادگاه ناحیه‌ای کالدول (Caldwell) در تگزاس

دادگاه‌های ناحیه‌ای ایالات متحده (به انگلیسی: United States district courts) اولین سطح از سیستم حقوقی ایالات متحده آمریکا به‌شمار می‌آیند و تعداد آنان در سراسر ایالات متحده آمریکا بالغ بر ۹۸ دادگاه است.
در این دادگاه‌ها ۶۴۹ قاضی به قضاوت مشغول هستند. برخی از این دادگاه‌ها شامل چند شعبه هستند، که ممکن است هر شعبه تا ۳۰ قاضی داشته باشد. عمدتاً، در هر پرونده یک قاضی به رسیدگی مشغول می‌شود، اما در برخی موضوعات استثنایی حتی ۳ قاضی مسؤولیت قضاوت در یک دادگاه را بر عهده می‌گیرند. صلاحیت دادگاه‌های ناحیه زیاد است و آن‌ها در بسیاری از موارد حق رسیدگی و صدور حکم را دارند. عمده‌ترین صلاحیت‌های دادگاه‌های ناحیه عبارتند از:
- جرائم فدرال
- شکایات مدنی بر مبنای قوانین فدرال
- شکایات مدنی بین شهروندان ایالت‌های متفاوت مشروط بر اینکه ادعای خسارت کمتر از ۵۰ هزار دلار نباشد
- رسیدگی به پرونده‌های ورشکستگی
- بازنگری در احکام تعدادی از آژانس‌های اداری فدرال
- موارد حقوقی دریایی

## رسیدگی به روند پذیرش تابعیت از سوی خارجیان
علاوه بر شکایت شهروند یک ایالت علیه شهروند ایالت دیگر، دادگاه‌های ناحیه بر اساس بخش دوم از فصل سوم قانون اساسی ایالات متحده آمریکا، موظف هستند به شکایت شهروند یک ایالت علیه ایالت دیگر و بالعکس و همچنین شکایت یک ایالت یا شهروند یک ایالت علیه کشورهای خارجی یا شهروندان آن کشور رسیدگی نمایند. بدین ترتیب، دادگاه‌های ایالتی تنها مجاز هستند پرونده‌های حقوقی شهروندان همان ایالت را مورد توجه قرار دهند و علیه متهمان همان ایالت رأی صادر نمایند. بخش وسیعی از دعاوی حقوقی و کیفری در ایالات متحده آمریکا در صلاحیت دادگاه‌های ایالتی قرارمی‌گیرند و کمتر از ۳ درصد از کل پرونده‌ها در دادگاه‌های فدرال مطرح می‌شوند.
در دادگاه‌های ناحیه علاوه بر کارمندان دفتری، منشی‌ها و «ماجیستریت‌های ایالات متحده» U.S. Magistrates به قضات در رسیدگی به پرونده‌های و صدور حکم کمک می‌کنند. ماجیسترنیها عمدتاً در ناحیه‌های پرجمعیت در کنار قضات قرار می‌گیرند و علاوه بر کمک به قضات، خود در موارد کم‌اهمیت به قضاوت می‌پردازند. دراین میان، نقش دادستان از اهمیت ویژه‌ای برخوردار است. دادستان‌های هر یک از دادگاه‌های ناحیه ۹۱ گانه از سوی رئیس‌جمهور معرفی و با رأی مثبت مجلس سنا تعین می‌شوند. دادستان‌ها موظف هستند نقض کنندگان قوانین فدرال را تحت تعقیب قضایی قرار دهند و در مقابل قوانین مدنی دولت فدرال مسئول شناخته می‌شوند.